# Индиана Джонс и Королевство хрустального черепа
«Индиа́на Джонс и Королевство хрустального черепа» (англ. Indiana Jones and the Kingdom of the Crystal Skull) — американский приключенческий боевик, вышедший в 2008 году, снятый режиссёром Стивеном Спилбергом по сюжету, написанному исполнительным продюсером Джорджем Лукасом. Четвёртый фильм серии фильмов о приключениях археолога и искателя приключений Индианы Джонса в исполнении Харрисона Форда. Двадцать первый полнометражный фильм, выпущенный компанией Lucasfilm.
Съёмки фильма начались 18 июня 2007 года и продолжались 79 дней. Премьерный показ фильма состоялся 18 мая 2008 года на Каннском кинофестивале, а мировая премьера картины — 22 мая.
За первый уик-энд проката в США данный сиквел собрал более 100 млн долл.

## Сюжет
1957 год, разгар Холодной войны. После событий первого фильма проходит 21 год (1936 год) и 19 лет после событий третьего фильма (1938 год).
Группа советских военных, возглавляемая учёной-фанатичкой Ириной Спалько, под видом солдат американской армии направляется на секретную базу-хранилище, расположенную в «Зоне 51» в пустыне штата Невада. Недалеко от этой базы Индиана Джонс и его друг Мак проводят археологическое исследование.
Ворвавшись на базу, Ирина заставляет Джонса[прояснить] найти там некие мумифицированные останки — ведь он когда-то входил в группу учёных, занимавшихся изучением катастрофы необычного летательного аппарата, произошедшей за 10 лет до описываемых событий в Розуэлле, Нью-Мексико (1947 год). Сам Джонс не совсем понимает природу увиденного им однажды артефакта и его значимость. Под дулом дюжины автоматов, Джонс вынужден согласиться. Артефакт обладает сильнейшим магнетизмом, потому, Используя магнитные свойства дроби, извлечённой из патронов, он находит искомый ящик.
Пока Спалько и её люди увлечённо исследуют найденный саркофаг с телом, излучающим поразительный магнитный импульс, Джонс приходит к выводу, что пора убегать. В ходе побега Джонсу придётся столкнуться с предательством Мака, который, как оказалось, работает на Спалько, и, далее, чудом уцелеть во время ядерных испытаний, проводившихся на полигоне неподалёку, укрывшись в холодильнике со свинцовой обшивкой.
Индиана неожиданно оказывается под жёстким прессом ФБР, подозревающим профессора археологии, героя нескольких войн, бывшего агента разведки Генри Джонса-младшего в шпионаже в пользу Советского Союза. Подозрения эти оказываются настолько серьёзными, что Джонсу, вернувшемуся было к преподавательской работе, приходится добровольно покинуть Маршалл Колледж, где он проработал более 25 лет, чтобы избежать позорного увольнения.
Индиана намеревается отправиться в путешествие и поискать себе новое место где-нибудь, где нет «охоты на ведьм», но в последний момент его буквально снимает с поезда парень-гризер, называвшийся Маттом «Псом» Уильямсом. Матт просит профессора Джонса о помощи — друг его матери, старый коллега и когда-то близкий друг самого Джонса Гарольд Оксли (старина Окс), пропал где-то в Перу, успев переслать Матту письмо, в котором содержатся ребусы в виде каких-то неизвестных иероглифов. Индиана, знавший, что всю свою жизнь Окс занимался поиском таинственного золотого города Акатора (который больше известен под названием Эльдорадо), предположительно находящегося на территории Перу, также связывает с исчезновением Оксли и феномен хрустального черепа — загадочных артефактов, связанных с доколумбовыми цивилизациями Южной Америки — майя, ацтеков и наска.

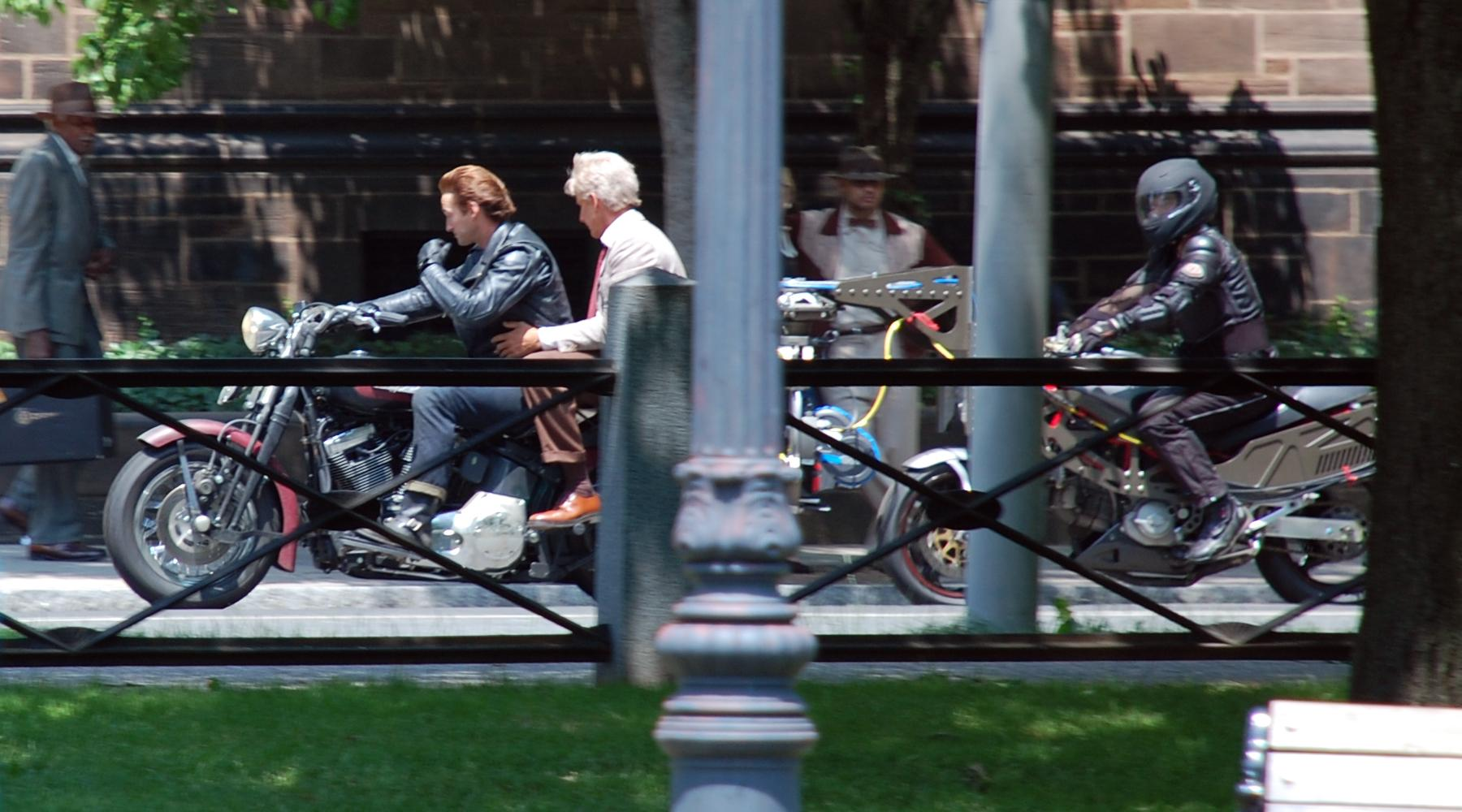
На съёмках фильма

Индиана и Матт отправляются в Перу, где в одном из городов, расположенном на знаменитых геоглифах Наски находят следы Окса. Как им становится известно, Окса в полубезумном состоянии подобрали монахини, опекающие местный приют для душевнобольных. Однако через некоторое время пришли какие-то люди и забрали Оксли из приюта.
Осматривая камеру, где содержался Оксли, Джонс и Матт обнаруживают множество надписей «возвращение» и несколько рисунков черепа с огромными глазницами и причудливой вытянутой формой — именно такую форму древние наска искусственным образом придавали своим головам, с детства сжимая черепную коробку верёвками — таким образом люди цивилизации наска хотели стать похожими на богов. Под слоем же пыли и песка на полу камеры профессор Джонс обнаруживает ещё и карту.
Эта карта приводит его и Матта к усыпальнице Франсиско де Орельяна, сподвижника Франсиско Писсарро, который отправился когда-то на поиски Эльдорадо и, как считалось до этого момента, пропал без следа со своими спутниками в джунглях Амазонки. Поражённый находкой, Индиана, тем не менее, вынужден признать, что первым обнаружил гробницу именно Оксли, и более того, он умудрился побывать там даже дважды, однако непонятно с какой целью.
Ответ находится рядом с мумией де Орельяно — профессор Джонс обнаруживает хрустальный череп вытянутой формы. Уникальная находка явно нерукотворная, к тому же обладает странными свойствами — например, довольно сильным магнитным излучением. Вспомнив о надписях «возвращение» в камере Оксли, Индиана приходит к выводу, что Окс забирал череп, но через некоторое время вернул его на место.
Джонс решает все-таки забрать с собой таинственную находку, но на выходе из гробницы де Орельяно его и Матта ждали предатель Мак и советские военные. Вскоре захваченный Джонс и Матт, препровождённые в лагерь русских, разбитый в джунглях, вновь сталкивается со Спалько. Ирина демонстрирует Джонсу тело существа, имеющего, по её мнению, внеземное происхождение — это те самые останки, которые Джонс совсем недавно помог ей отыскать на секретном складе. Из тела извлечён скелет, и Ирина полагает, что этот скелет был хрустальным. Агент Спалько одержима всем паранормальным, она уверена, что существа, построившие 7 тысяч лет назад таинственный Акатор, используя при этом технологии, появившиеся значительно позднее, имеют внеземное происхождение. Однако Ирина ищет Акатор-Эльдорадо не ради золота, а ради тайного знания этих существ, которое сокрыто в главном храме. По легенде тот, кто вернёт хрустальный череп в святилище — обретёт огромную власть.
В руках у Ирины находится не только Джонс и Матт, но и пропавший Оксли. Но Окс действительно безумен после длительного общения с хрустальным черепом, и Спалько намеревается использовать Джонса, чтобы выпытать частично у «старины Окса», частично у черепа, который говорит лишь с избранными, как найти дорогу к Акатору. На случай, если Джонс заупрямится, у агента Спалько есть и другой аргумент — это Мэрион Рэйвенвуд. Мэрион — женщина, которую когда-то очень сильно любил Индиана, женщина, сопровождавшая его в поисках Ковчега более 20 лет назад, оказавшаяся к тому же матерью Матта «Пса» Уильямса.
Профессор Джонс вынужден подчиниться Ирине, он получает необходимые ей сведения. Но исследовательский ажиотаж Ирины в очередной раз прерывается попыткой побега — на этот раз побег стихийно организовывает юный Матт. И всё бы удалось, если бы Индиана и Мэрион не попали в ловушку зыбучих песков. Пока Матт и безумный Окс организовывали спасение, Мэрион, испугавшаяся, что ей и Инди пришёл конец, неожиданно признается Джонсу, что Матта на самом деле зовут Генри… — Мэрион назвала сына в честь его отца — Генри Джонса-младшего! Тот приходит в недоумение. Из ступора Индиану выводит лишь появление Ирины и её людей, которых привёл Оксли, чтобы спасти Джонса. И вот связанных профессора Джонса, Мэрион, Матта и Оксли уже везут по прорубаемой в джунглях дороге — в том направлении, где должен быть Акатор.
Едва пришедший в себя от новости о своём отцовстве, Джонс, тем не менее, вступает в ожесточённую перепалку с Мэрион, которая не может простить Индиану за то, что после истории с Ковчегом тот сбежал от неё буквально за несколько дней до назначенной свадьбы. Кроме того, Генри Джонс-младший заявляет свои отцовские права на Генри Джонса-«ещё более младшего» и приступает к его воспитанию, чему последний не особенно рад.
Родительским нотациям и почти супружеской сцене может помешать лишь ещё один побег — на этот раз более удачный: в результате безумной гонки через джунгли Джонс и компания отрывается от Спалько, потерявшей большую часть своих людей, в том числе и верного подручного полковника Довченко (его живьём съедают муравьи).
В себя частично начинает приходить «старина Окс». Он приводит Индиану и остальных к Акатору. Однако на деле в Золотом городе не оказывается золота — лишь полуразрушенные пирамиды и другие строения. Но Индиана сумеет обнаружить тот самый храм, в котором должен храниться череп. А храм, к удивлению всей компании, оказывается наполнен сокровищами и памятниками древнейших цивилизаций, расположенных в самых разных частях света — Древняя Греция, Древний Китай, Древняя Индия, Древний Египет… Каким образом предметы, созданные столь разными и столь удалёнными друг от друга культурами, могли оказаться в одном месте? Но самым главным сокровищем оказывается всё-таки хрустальный череп. Индиана Джонс и его друзья входят в золотой зал, где на золотых же тронах сидят 13 хрустальных остовов странных существ с черепами вытянутой формы и огромными глазницами. И лишь один остов лишён головы. Однако честь вернуть ему хрустальный череп отбирает у Индианы Джонса Ирина Спалько, неустанно шедшая по его следу и наконец настигнувшая (агент Мак, следовавший за героями, бросал на землю специальные маячки). Как только Ирина водружает череп на место, впавший в очередной раз в помешательство Оксли начинает говорить на древнем диалекте индейцев майя — он слышит мысли этих существ: они хотят отблагодарить за возврат черепа. Ирина Спалько просит о тайном знании. После этого хрустальные остовы будто оживают, а золотой зал начинает вращение, открывая канал в пространство между мирами.
Храм начинает разрушаться. Индиана Джонс и его спутники потихоньку отступают. Но Мак из-за своей непомерной жадности и тяги к богатству и сокровищам не успевает уйти и его вместе с оставшейся горсткой советских солдат уносит в другое измерение. В результате вращения 13 хрустальных скелетов образуют одно внеземное существо, которое начинает передавать Ирине то знание, которое она так страстно желала. Однако ноша знаний оказывается не под силу для человека. В итоге честолюбивая и эгоистичная авантюристка заживо сгорает в том свете, который струится из глаз пришельца.
Выбравшиеся из храма Индиана, Матт, Мэрион и Оксли видят, как из недр разрушенного храма подымается гигантская летающая тарелка, чьё бешеное вращение уничтожает древний город Акатор. Тарелка поднимается над землёй и увлекает за собой каменные глыбы, создавая нечто наподобие смерча. Неожиданно тарелка пропадает, и вместе с её исчезновением прекращается буйный смерч. Всё, что было поднято в воздух — вновь упало на землю, а в образовавшуюся на месте Акатора воронку хлынула вода из Амазонки, уничтожая все следы произошедшего.
Оксли окончательно обретает разум, Мэрион и Индиана заключают друг друга в объятья, а Матт начинает отныне привыкать к оклику «младший». В конце Индиана всё-таки ведёт Мэрион к алтарю и они женятся. Внезапно сквозняк срывает с вешалки шляпу которую подбирает Матт. Парень собирается примерить шляпу своего отца, но Индиана ловко выхватывает её и все выходят под классическую музыку франшизы.

## В ролях
| Актёр         | Роль                                  |
| ------------- | ------------------------------------- |
| Харрисон Форд | Индиана Джонс / Генри Джонс-младший   |
| Кейт Бланшетт | Ирина Спалько                         |
| Шайа Лабаф    | Генри "Пёс" Уильямс / Генри Джонс III |
| Карен Аллен   | Мэрион Рэйвенвуд                      |
| Рэй Уинстон   | Джордж "Мак" Макхэйл                  |
| Джон Хёрт     | профессор Гарольд "Окс" Оксли         |
| Игорь Жижикин | полковник Антон Довченко              |
| Джим Бродбент | декан Чарльз Стэнфорт                 |
| Алан Дэйл     | генерал Боб Росс                      |
| Нил Флинн     | Пол Смит                              |
| Чет Хэнкс     | студент в библиотеке                  |
| Эндрю Дивофф  | советский солдат                      |

## Съёмки

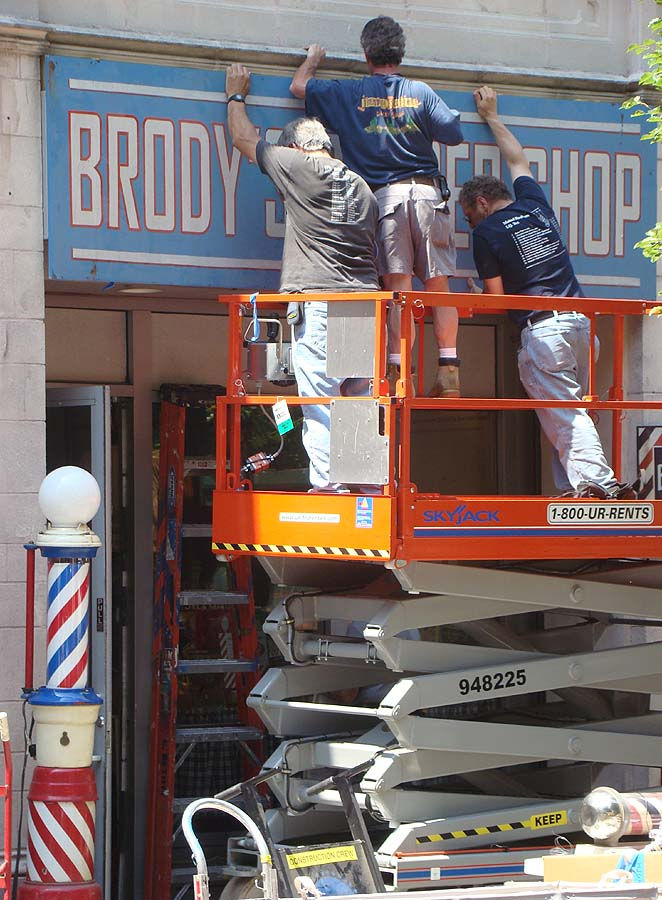
Съёмочная группа декорирует магазин в центре города Нью-Хейвен

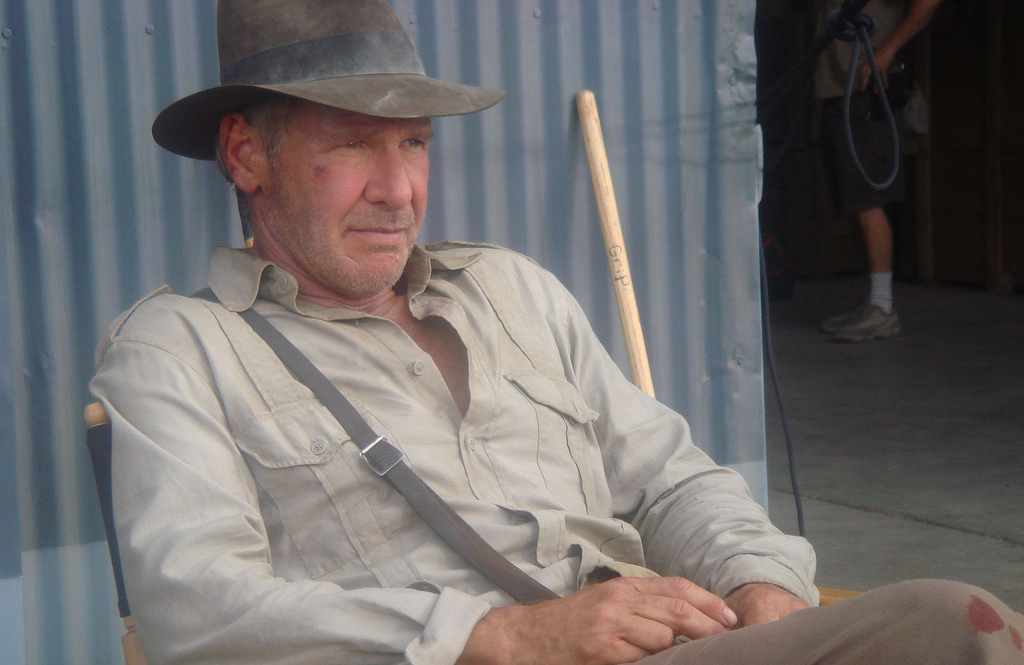
Харрисон Форд на съёмках фильма

Стивен Спилберг изначально не собирался снимать продолжение трилогии об Индиане Джонсе, он считал, что она завершена. Через несколько лет появились предложения снять четвёртый фильм, однако сам Спилберг продолжал настаивать на своём. Лишь через несколько лет Харрисон Форд и Джордж Лукас «уговорили» его снимать продолжение.
К работе над сценарием фильма на разных этапах привлекались Джеффри Боэм и М. Найт Шьямалан. В мае 2002 года был подписан договор на написание сценария с Фрэнком Дарабонтом, написанный им сценарий был одобрен Харрисоном Фордом и Стивеном Спилбергом, однако в 2004 году был отклонён Джорджем Лукасом. В 2005 году для написания сценария был приглашён Джефф Натансон, доводкой написанного им сценария занимался Дэвид Кепп под надзором Спилберга и Лукаса.
Картина снималась не на цифровую камеру, а на плёночную. Стивен Спилберг отказался и от большей части компьютерных спецэффектов в пользу классических трюков, которые ставились под руководством Дэна Брэдли. К работе над фильмом были привлечены звукорежиссёр, композитор и многие другие люди, которые работали над предыдущими фильмами.

## Рекламная кампания

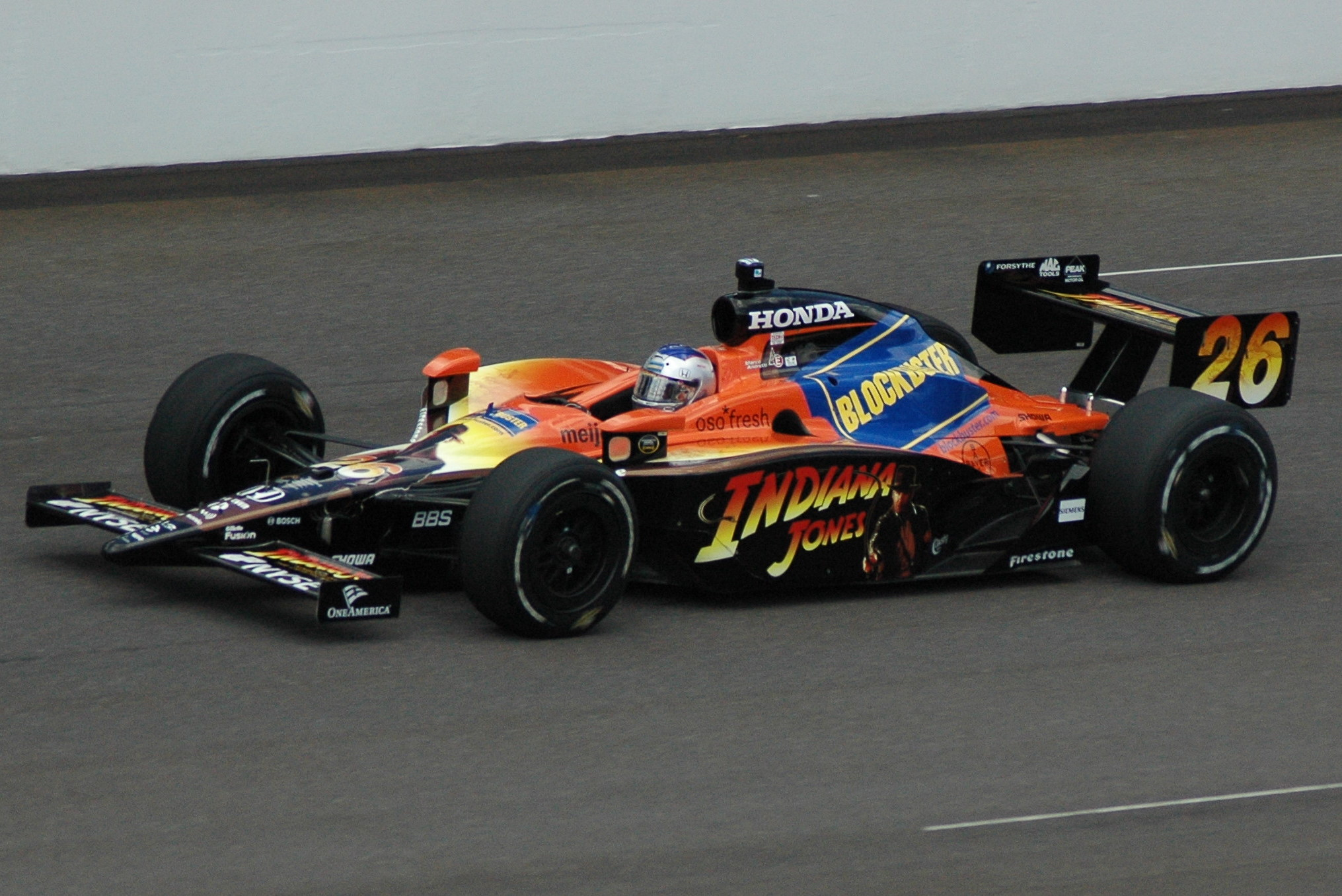
Реклама на болиде IndyCar Марко Андретти

Компания Paramount потратила 150 млн долларов для продвижения фильма, в основном кампания была нацелена на молодого зрителя, реклама была помещена на продукты питания — Expedia, Dr Pepper, Burger King, M&M's и Lunchables. Гонщик IndyCar Марко Андретти был спонсирован для рекламы фильма со своего болида в гонке 500 миль Индианаполиса.
Также в 2007 году Джеймс Роллинс был нанят для написания книжной версии фильма «Индиана Джонс и Королевство хрустального черепа».

## Награды и номинации
| Награды и номинации | Награды и номинации      | Награды и номинации | Награды и номинации |
| Награда             | Категория                | Результат           |                     |
| ------------------- | ------------------------ | ------------------- | ------------------- |
| «Золотая малина»    | Худший ремейк или сиквел | Победа              |                     |

## Факты о фильме
- Профессор Джонс преподаёт в университете Маршалла, названном так в честь продюсера фильма Фрэнка Маршалла[3].
- Сцена первого появления в фильме Пса Уильямса (Шайа Лабаф) на мотоцикле в кожаной куртке скопирована с появления молодого Марлона Брандо в культовом фильме Дикарь[3]. Мотоцикл, на котором ездил Пёс Уильямс — Харлей-Дэвидсон, модели FXSTS Softail Springer[англ.]
- На американском военном складе, в самом конце сцены, показывают «Утраченный ковчег» — именно этот артефакт Индиана искал в первом фильме[3].
- Шону Коннери предлагали второй раз сыграть роль профессора Генри Джонса (отца Индианы Джонса), но он отказался[4].
- Согласно решению Конституционного суда[5] от 20 декабря 2007, на территории Украины все зарубежные фильмы с февраля 2008 года должны обязательно дублироваться и озвучиваться или субтитроваться на украинский язык. Вместе с тем отрицательные герои-военнослужащие Советской Армии и КГБ (которых играли русские актёры) называются в украинском дубляже русскими (укр. росіянами) и их реплики оставлены недублированными — они говорят на чистом русском языке. Реплики всех остальных англоязычных персонажей дублированы на украинский[6]. По-русски говорят и главные отрицательные персонажи фильма — полковник-украинец и сотрудница КГБ, трижды награждённая орденом Ленина, украинка Ирина Спалько́[7].
- Существует мнение, что лесоповальный агрегат советских войск в фильме пародирует аналогичную машину из фильма Никиты Михалкова «Сибирский цирюльник»[8][9].
- Это первый фильм об Индиане Джонсе, который не получил премию и номинацию на премию «Оскар».
- В одной из сцен фильма Индиана Джонс говорит Псу про то, что был похищен людьми Панчо Вильи. Это событие было показано в сериале «Хроники молодого Индианы Джонса».